# Мороженое-сэндвич
Мороженое-сэндвич — замороженный десерт, состоящий из мороженого между двумя бисквитами, вафлями, мягким печеньем или другой выпечкой. В разных странах мира используются разные ингредиенты: в Ирландии — вафли, а в США — печенье.

## Описание
Мороженое-сэндвич — замороженный десерт или кондитерское изделие. Ингредиенты в разных странах мира отличаются, но общим компонентом является мороженое между выпечкой, обычно бисквитами, вафлями или печеньем.

## Разновидности мороженого в регионах

### Австралия
В Австралии популярными брендами являются Giant Sandwich (в голубо-розовой обёртке) и Monaco Bar (в чёрно-золотой металлической обёртке) в восточных провинциях. Среди других брендов — Streets «Cookie», «Maxibon» (с одной половиной мороженого-сэндвича) и «Maxibon Cookie», а также «Pat and Stick's Homemade Range» (в круглой форме). Также стали популярны дополнительные бренды «Indulge» и «Feast».
Раньше мороженые-сэндвичи назывались «крем-брюле» (cream between). Покупали небольшой брикет мороженого, завёрнутый в бумагу, и клали его между двумя вафлями.

### Германия
В Германии мороженые-сэндвичи готовят из двух вафель и трёхслойного мороженого под названием Fürst-Pückler-Eis, которое в других странах известно как неаполитанское мороженое. Оно готовится по рецепту, представленному в 1839 году поваром немецкого дворянина Германа фон Пюклера-Мускау.

### Иран

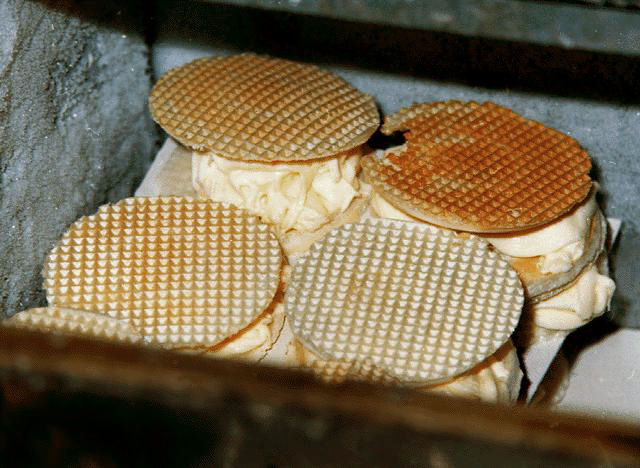
Классическое иранское мороженое-сэндвич

Обычное иранское мороженое-сэндвич называется бастани наани (بستنی نانی), что означает «хлеб с мороженым», и готовится с традиционным иранским мороженым между двумя вафлями.

### Ирландия
В Ирландии мороженые-сэндвичи называют «слайдерами» или вафлями с мороженым.Обычно их подают в виде ванильного мороженого, завёрнутого между двумя прямоугольными шоколадными вафлями. «Двойная нуга» (double nougat) — это мороженое, завёрнутое между двумя вафлями с нугой. Вафли не покрыты шоколадом, только по краям.

### Израиль
В Израиле мороженое-сэндвич обычно называют «касата» (קסטה). Хотя название происходит от итальянского cassata, сам десерт имеет мало общего с итальянской кассатой и обычно состоит из двух толстых бисквитов, между которыми находится смесь ванильного и шоколадного мороженого.

### Италия

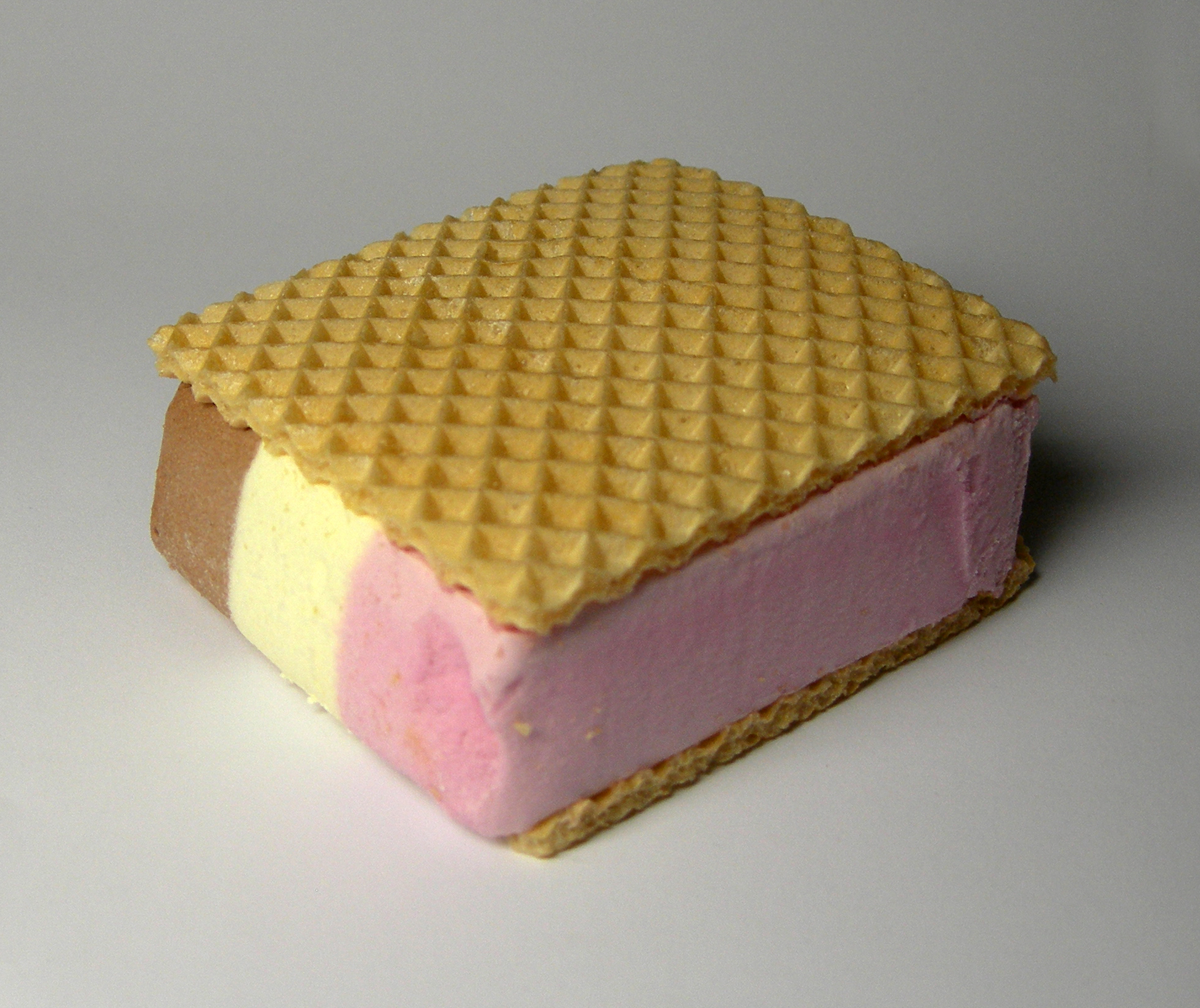
Неаполитанское мороженое с вафлями

В Италии мороженые-сэндвичи едят в регионе Сицилия на завтрак. Десерт называется «Brioche con Gelato» и состоит из бриоши, разрезанной сверху и наполненной мороженым.

### Филиппины

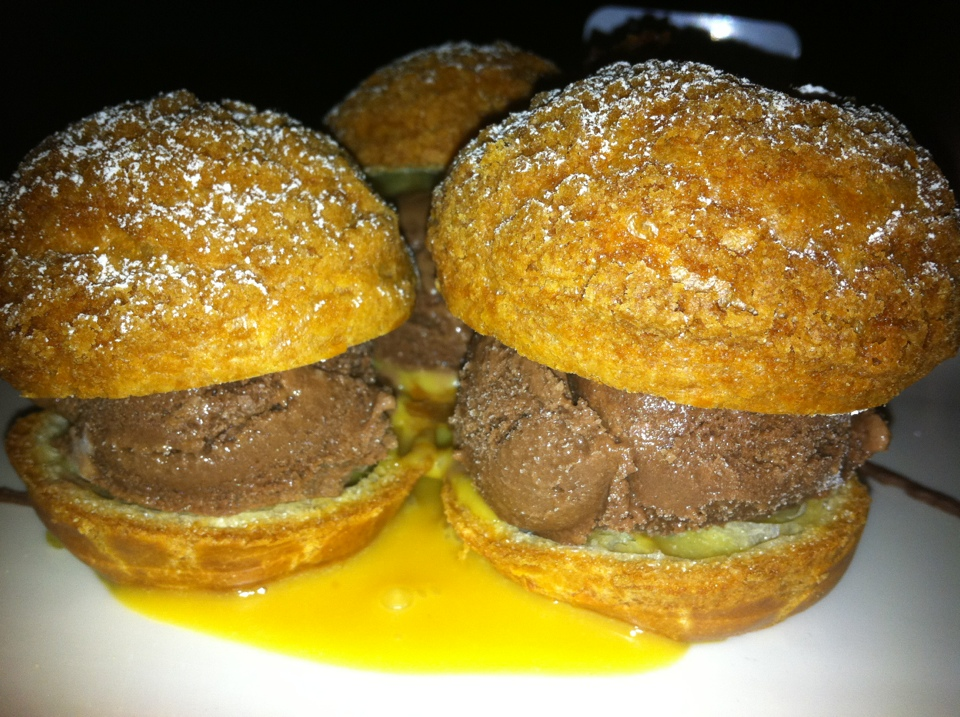
Мороженое-сэндвич в виде бургера

Местные продавцы мороженого (сорбетов) с тележками, которые разъезжают по городам, иногда предлагают мороженые-сэндвичи и пандесалы.

### Сербия
В Сербии популярная компания по производству замороженных продуктов Frikom создала мороженое-сэндвич Plazma, что представляет собой уникальное сочетание мороженого со вкусом печенья Plazma, обогащённого одноимённым молотым печеньем, покрытого молочным шоколадом с кусочками молотого печенья Plazma на одной половинке и двумя большими кусочками печенья Plazma, покрывающими мороженое на другой половине.

### Сингапур
Вафельное мороженое популярно в Сингапуре. Это один из видов потонгового (нарезанного) мороженого, названного так потому, что порции нарезаются из большого блока мороженого. Вафельное мороженое состоит из двух вафель, скреплённых прямоугольным блоком мороженого. Вафельное мороженое появилось на основе более старого вида «ледяного потонгового» мороженого, которое представляет собой прямоугольную призму из мороженого на деревянной палочке. Многие покупатели жаловались, что мороженое легко тает и падает с палочки, что привело к появлению вафель для лучшего сцепления. Продавцов обычно можно встретить на Орчард-роуд (Orchard Road) и в Чайна-Тауне (Chinatown), а также возле школ. В разговорной речи мороженое называют pia ice cream, что на хоккиенском диалекте означает «бисквитное мороженое».
Обычно продаются следующие вкусы: мятный, с шоколадной крошкой, дуриан, рябь, красная фасоль, ямс, сладкая кукуруза, медовая дыня и шоколад.
Продавцы вафельного мороженого также продают те же самые шарики мороженого на ломтиках разноцветного хлеба, на рожках или в стаканчиках вместо того, чтобы класть их между вафлями.
Компании общественного питания в Сингапуре также присылают тележки с бутербродами с мороженым на мероприятия.

### Таиланд
Itim Khanom Pang (или Icecream Khanom Pang) — буквально хлебное мороженое. Уличная еда в Таиланде, как правило, состоит из булочек для хот-дога.

### Великобритания
В Соединённом Королевстве до 1980-х годов популярной альтернативой рожку было вафельное мороженое, состоящее из небольшого кусочка мороженого между двумя прямоугольными вафельными печеньями. Также продавалась «вафля с нугой» (nougat wafer), состоящая из слоя марципана между двумя вафлями и покрытая шоколадом по краям. Обычно ванильный брикет (или слой мягкого мороженого) помещали между одной обычной вафлей и одной покрытой шоколадом нугой. В Шотландии это называется «одноразовая нуга» (single nougat), а «двойная нуга» (double nougat) (произносится как «наггет» (nugget)) имеет нуговые вафли с обеих сторон. Малиновый соус также является распространённой начинкой. Нуговые вафли бывают двойными или тройными, в зависимости от количества нуговых вафель в составе.

### США
Самое раннее упоминание о мороженых-сэндвичах в Северной Америке относится к 1899 году. Уличные торговцы в Нью-Йорке продавали мороженое, завёрнутое в бумагу, под названием «хоки-поки» (hokey pokeys), пока кому-то не пришла в голову идея использовать вместо бумаги печенье. На фотографиях с побережья Джерси, сделанных примерно в 1905 году, видно, что мороженые-сэндвичи продаются по 1 центу за штуку. Самый ранний патент США, связанный с морожеными-сэндвичами (№ 1 387 613), был выдан Расселу Х. Проперу (Russell H. Proper) в 1921 году за «машину для приготовления мороженых-сэндвичей».
Мороженые-сэндвичи продаются с шоколадным печеньем. Также популярен чипвич, где мороженое (обычно ванильное) находится между двумя печеньями с шоколадной крошкой.
«Национальный день мороженого-сэндвича» отмечается 2 августа и празднуется как минимум с 2005 года.

### Уругвай
В Уругвае мороженое-сэндвич (sánguche helado) или тройной сэндвич (sánguche triple) — это, как правило, сэндвич с неаполитанским мороженым (helado triple), приготовленный с вафлями, как на изображении.

### Вьетнам
Во Вьетнаме мороженое-сэндвич под названием bánh mì kẹp kem обычно продаётся на улице в качестве закуски. Он состоит из шариков мороженого, которые кладут в banh mì и посыпают измельчённым арахисом.